# إريكا هيلتون
إريكا سانتوس سيلفا (من مواليد 9 ديسمبر 1992)، هي سياسية برازيلية وناشطة في مجال حقوق السود ومثليي الجنس والمتحولين جنسياً. المعروفة باسم إريكا هيلتون درست التدريس وعلم الشيخوخة قبل دخول السياسة. في عام 2022 أصبحت هي ودودا سالابرت أول شخصين متحولين جنسياً لسيدات يتم انتخابهما لعضوية الكونجرس الوطني البرازيلي، وكلاهما تم انتخابهما لمجلس النواب. تم اختيار هيلتون كواحدة ضمن قائمة 100 امرأة من هيئة الإذاعة البريطانية في ديسمبر 2022.